# لیفن شانگ
لیفن شانگ (Lifen Zhang)، خبرنگار و نویسنده‌ای اهل کشور چین می‌باشد. لیفن شانگ هم‌اکنون سردبیری مجله فایننشال تایمزِ کشور چین، که به زبان چینی می‌باشد، را بر عهده دارد.

## زندگی‌نامه
لیفن در شهر شانگهای کشور چین به دنیا آمد. او در سال ۱۹۸۴ مدرک خبرنگاری خود را از دانشگاه فودان شانگهای دریافت نمود.